# Aleks Petkov
Aleks Milenov Petkov (bulharsky: Алекс Миленов Петков; * 25. července 1999) je bulharský profesionální fotbalista, který hraje na pozici středního obránce za polský klub Śląsk Wrocław a bulharský národní tým.

## Klubová kariéra
Petkov zahájil svou kariéru v Černo More Varna a v červnu 2016 ve věku 16 let přestoupil do Heart of Midlothian, kde podepsal tříletou smlouvu.
Dne 22. července 2017 debutoval Petkov v prvním týmu, když nahradil Johna Souttara při vítězství 3:0 v League Cupu nad East Fife v Tynecastle Parku. Dne 19. ledna 2018 odešel Petkov na hostování do konce sezóny do klubu Berwick Rangers ze Scottish League Two. Svůj ligový debut si odbyl o jedenáct dní později při domácí prohře 2:3 s Peterhead FC, když odehrál celých 90 minut.
Během sezóny 2019/20 byl Petkov půjčen do klubů Clyde a Brechin City.
Dne 8. září 2020 se Petkov vrátil do Bulharska, kde podepsal roční smlouvu s Levski Sofia.
Dne 6. července 2023, po dvouletém působení v Arda Kardžali, odešel Petkov do polského klubu Śląsk Wrocław, se kterým podepsal roční smlouvu s možností prodloužení o další dva roky.

## Reprezentační kariéra
Petkov debutoval za bulharský národní tým do 21 let 22. března 2019 v základní sestavě v přátelském utkání proti Severnímu Irsku U21. Svůj první reprezentační start za seniorský národní tým si připsal 26. března 2022, když nastoupil jako náhradník ve druhém poločase při prohře 1:2 v přátelském zápase s Katarem. Dne 16. listopadu 2023 si vstřelil vlastním gól v 97. minutě v předposledním zápase kvalifikace na Mistrovství Evropy ve fotbale 2024 proti Maďarsku.

## Osobní život
Jeho otec Milen Petkov byl také profesionální fotbalista a bulharský reprezentant.

## Statistiky

### Reprezentační
Platí k zápasu hranému 6. června 2025.
| Národní tým | Rok     | Zápasy | Góly |
| ----------- | ------- | ------ | ---- |
| Bulharsko   | 2022    | 1      | 0    |
| Bulharsko   | 2023    | 5      | 0    |
| Bulharsko   | 2024    | 9      | 0    |
| Bulharsko   | 2025    | 2      | 0    |
| Celkově     | Celkově | 17     | 0    |